# La rapina perfetta (film 2008)
La rapina perfetta (The Bank Job) è un film del 2008 diretto da Roger Donaldson, con Jason Statham e Saffron Burrows. Il film è basato sulla vera storia di una grandiosa rapina alla filiale londinese della Lloyds Bank a Baker Street, realizzata la notte dell'11 settembre 1971, senza che la polizia abbia in seguito effettuato alcun arresto né recuperato alcunché della refurtiva. I rapinatori affittarono il negozio di pelletteria Le Sac nella stessa via (oggi occupata dall'agenzia immobiliare Fraser & Co.) e scavarono un tunnel di 15 metri passando sotto l'adiacente ristorante Chicken Inn (oggi Pizza Hut).

## Trama
Londra, 1971: Terry, un venditore di automobili con problemi economici dedito alla piccola criminalità, viene contattato per un colpo alla banca di Baker Street da Martine, una sua vecchia fiamma cresciuta nel quartiere. Per Terry è l'occasione che aspettava da tempo per mollare tutto, saldare i debiti e ricominciare una nuova vita con sua moglie e le due figlie. Il piano è semplice: scavare un tunnel che porta direttamente al caveau della banca e svuotare le cassette di sicurezza fino all'ultimo centesimo.
Quello che Terry e la sua banda non sanno è che il colpo in realtà serve per recuperare delle foto molto compromettenti di un membro della famiglia reale, contenute in una cassetta di proprietà di un rivoluzionario nero, Michael X. Questi, grazie a materiale scottante in proprio possesso, ha ottenuto una sorta di impunità cui non è più tollerabile dare seguito. Così un funzionario dei servizi segreti ha assunto Martine, fermata all'aeroporto con un carico di droga, perché trovasse qualcuno disposto a commettere il furto con il quale riportare in mani sicure le foto incriminate, così da permetterle di cancellare il reato pendente.
Il colpo, ricchissimo, va in porto, sebbene un radioamatore avesse intercettato, informando immediatamente la polizia, le inequivocabili conversazioni via walkie-talkie tra Terry e Eddie, posto di guardia sopra un tetto per sorvegliare l'esterno. Spartito il bottino e salutati i due membri esterni della banda, Terry, di fronte agli amici Kevin e Dave, fa i conti con Martine e le foto che si sono rivelate essere all'origine di tutta l'operazione. Spiegata la vicenda, e chiarito che rispetto alle altre foto compromettenti riguardanti membri del parlamento non sapeva niente neanche lei, risulta a tutti evidente come il pasticcio in cui si sono cacciati sia enorme.
In realtà è addirittura più grande perché in un'altra delle cassette derubate c'è l'agenda segreta del re del porno e dei locali a luci rosse Lew Vogel, nella quale sono minuziosamente appuntate tutte le mazzette con tutti i nomi dei poliziotti ai quali queste sono state consegnate negli anni. Proprio Vogel, in accordo con Michael X, che nel frattempo si è rifugiato a Trinidad, sequestra e uccide Dave per poter riavere l'agenda, mentre sono uccisi senza ulteriori rivendicazioni né spiegazioni anche altri due membri della banda, peraltro ignari di tutti questi risvolti.
Terry, nel groviglio apparentemente inestricabile in cui si ritrova, mantiene la saldezza di nervi necessaria per pretendere e poi ottenere l'impunità, concessa loro una volta riconsegnate le sole foto, mentre Vogel e i suoi vengono arrestati grazie ad un po' di fortuna, alla prontezza di Terry e all'integrità di un detective inflessibile. Il bottino rimane così alla banda che si scioglie dopo il doveroso tributo a Dave e dopo che Martine rassicura la moglie di Terry, spiegandole che lui ha ceduto alle sue offerte solo per una notte e che quindi a lei non rimane che sparire per sempre e lasciare che i due coronino indisturbati il loro amore.

## Produzione
Nel film appaiono in vari cameo alcuni attori non citati nei credits, tra i quali Debbie Attwell, Shane James Bordas, Trevor Coppola, John De Luca, James Fiddy, Kas Graham, John Warman, Chris Wilson e anche Mick Jagger come impiegato di banca alle cassette di sicurezza.

### Riprese
Le riprese avvennero tra gennaio e marzo 2007 principalmente a Londra e zone limitrofe.
La banca della rapina è la Lloyd Bank, al 185 di Baker Street a Londra; le scene del tetto vennero realizzate circa di fronte, sul tetto del ristorante "The Globe" in Marylebone Road.
Le scene della stazione vennero girate presso il Aldwych Underground Station a Holborn, nei pressi di Londra; altre scene vennero realizzate a Paddington Station, al Chatham Historic Dockyard (a Chatham, Kent) e presso i Pinewood Studios (di Iver Heath) e gli Ealing Studios (a Ealing, Londra).
La scena iniziale ambientata nei Caraibi, in realtà è stata girata nella spiaggia della pineta di Maria Pia ad Alghero in Sardegna, mentre la scena finale sulla barca nella spiaggia del Lazzaretto.

## Distribuzione
Il film è uscito nel Regno Unito il 19 febbraio 2008, mentre in Italia è stato distribuito direttamente in DVD da 01 Distribution, a partire dal 19 gennaio 2010.

## Accoglienza
Il film è stato distribuito il primo fine settimana di programmazione in 1.603 cinema debuttando al quarto posto, per un incasso superiore ai 5.900.000 dollari. A fine corsa la pellicola ha incassato 30.060.660 $ a livello nazionale e 34.762.136 $ a livello internazionale, per un totale di 64.822.796 $.

## Riconoscimenti
- 2008 - Satellite Award
  - Candidatura per i migliori extra nel DVD
- 2008 - Courmayeur Noir in festival
  - Premio del pubblico FoxCrime
- 2009 - Edgar Award
  - Candidatura per la miglior sceneggiatura a Dick Clement e Ian La Frenais